# Mulock Glacier
Mulock Glacier är en glaciär i Antarktis. Den ligger i Östantarktis. Nya Zeeland och Australien gör anspråk på området. Mulock Glacier ligger 538 meter över havet.
Terrängen runt Mulock Glacier är kuperad österut, men västerut är den platt. Trakten är obefolkad. Det finns inga samhällen i närheten.